# Chevy Chase Village
Chevy Chase Village – miasto w Stanach Zjednoczonych, w stanie Maryland, w hrabstwie Montgomery.